# Johannes Garcaeus der Ältere
Johannes Garcaeus der Ältere (eigentl. Johannes Gartze, * 1502 in Pritzwalk; † 24. August 1558 in Neubrandenburg) war ein lutherischer Theologe und Reformator.

## Leben
Kindheit und Jugend sind in Dunkel gehüllt. 1521 wird er in Wittenberg immatrikuliert und bleibt dort vermutlich bis 1530. In den folgenden Jahren wirkt er in Hamburg am Johanneum, bis er 1534 an die Petrikirche in Hamburg berufen wird. Dort bleibt er bis 1543. Der von Johannes Aepinus entfachte Streit um die Höllenfahrt Christi (descensus ad inferos) lässt ihn Hamburg verlassen.
Garcaeus geht nach Spandau, vermag aber dort nicht festen Boden zu gewinnen. Ostern 1546 ist er wieder im Pfarramt in Hamburg an St. Jacobi als Nachfolger von Johann Fritze. Als der Streit um die Höllenfahrt Christi erneut aufkam und Johann Draconites und Johann Wigand den Superintendenten Aepinus unterstützten, Philipp Melanchthon aber, der ebenso mit Aepinus wie mit Garcaeus befreundet war, nur zum Frieden riet, ließ sich der Rat nicht zurückhalten und enthob alle Gegner Aepinus ihrer Ämter.
1552 zog Garcaeus mit seiner großen Familie (6 Söhne und 2 Töchter) nach Greifswald, wo er Professor der Theologie und im folgenden Jahr Rektor der Universität wurde. Wirtschaftliche Gründe nötigten ihn, Greifswald zu verlassen und die besser dotierte Superintendentur in Neubrandenburg als Nachfolger des Erasmus Alber zu übernehmen. Melanchthon schätzte Garcaeus sehr und bemühte sich für ihn ebenso in Greifswald wie in Rostock. Die Berufung nach Rostock kam 1553 nicht zustande. Auch die Tätigkeit in Neubrandenburg war nur von kurzer Dauer. Er wurde oft verwechselt mit seinem gleichnamigen Sohn Johannes Garcaeus der Jüngere, der seit 1556 Professor der Theologie in Greifswald und Pastor an St. Jacobi war.